# George Roy Hill
George Roy Hill (Minneapolis, Minnesota, 1921. december 20. – New York, 2002. december 27.) Oscar-díjas amerikai filmrendező.

## Élete
George Roy Hill 1921. december 20-án született George Roy Hill és Helen Frances Owens gyermekeként.
Egyetemi tanulmányait a Yale Egyetemen valamint a Trinity College-ban végezte el.
Egy texasi újságnál dolgozott. 1948-ban debütált színházi rendezőként Dublinban, 1954-től tv-ben is rendezett. 1962-ben készítette el első filmjét, amely az Amíg összeszoknak címet kapta.

## Magánélete
1951-ben házasságot kötött Louisa Hortonnal.

## Filmrendezései
| Év   | Magyar cím                         | Eredeti cím                        | Megjegyzések                                        |
| ---- | ---------------------------------- | ---------------------------------- | --------------------------------------------------- |
| 1962 | Amíg összeszoknak                  | Period of Adjustment               |                                                     |
| 1963 | Játékok a padlásszobában           | Toys in the Attic                  |                                                     |
| 1964 | Henry Orient világa                | The World of Henry Orient          |                                                     |
| 1966 | Hawaii                             | Hawaii                             |                                                     |
| 1967 | Ízig-vérig modern Millie           | Thoroughly Modern Millie           |                                                     |
| 1969 | Butch Cassidy és a Sundance kölyök | Butch Cassidy and the Sundance Kid |                                                     |
| 1972 | Az ötös számú vágóhíd              | Slaughterhouse-Five                |                                                     |
| 1973 | A nagy balhé                       | The Sting                          |                                                     |
| 1975 | A nagy Waldo Pepper                | The Great Waldo Pepper             | filmproducer és forgatókönyvíró (sztori)            |
| 1977 | Jégtörők                           | Slap Shot                          |                                                     |
| 1979 | Egy kis romantika                  | A Little Romance                   | párbeszédek megírása (stáblistán nincs feltüntetve) |
| 1982 | Garp szerint a világ               | The World According to Garp        | filmproducer                                        |
| 1984 | Kettős szerepben                   | The Little Drummer Girl            |                                                     |
| 1988 | Fura farm                          | Funny Farm                         |                                                     |

Színészként
- Walk East on Beacon! (1952) – Nicholas Wilben
- Garp szerint a világ (1982) – pilóta (stáblistán nincs feltüntetve)

## Díjai
- BAFTA-díj a legjobb rendezőnek (1971) Butch Cassidy és a Sundance kölyök
- Oscar-díj a legjobb rendezőnek (1973) A nagy balhé